# Theuderik IV
Theuderik IV (Frans: Thierry IV ) (? - 737) was koning van de Franken van 721 tot 737.
Theuderik, zoon van koning Dagobert III, werd koning van de Frankische koninkrijken Austrasië, Neustrië en Bourgondië in 721. Hij werd door hofmeier Karel Martel, de eigenlijke heerser, op de troon gezet na het overlijden van koning Chilperik II. Theuderik zou sinds 716 een opvoeding hebben genoten in de abdij van Chelles. We weten uit onze bronnen amper iets over deze koning, maar de stichtingslegende van Château-Thierry verhaalt hoe Karel Martel daar een kasteel voor Theuderik IV liet bouwen.
Na Theuderiks dood in 737 bleef de Neustrische troon zeven jaar onbezet, totdat de hofmeiers Carloman en Pepijn de Korte in 743 besloten om Childerik III als koning te erkennen. Deze Childerik was de laatste koning van de Merovingische dynastie.

## Voorouders
| Voorouders van Theuderik IV | Voorouders van Theuderik IV                                | Voorouders van Theuderik IV                                | Voorouders van Theuderik IV      | Voorouders van Theuderik IV      | Voorouders van Theuderik IV    | Voorouders van Theuderik IV    | Voorouders van Theuderik IV    | Voorouders van Theuderik IV    |
| --------------------------- | ---------------------------------------------------------- | ---------------------------------------------------------- | -------------------------------- | -------------------------------- | ------------------------------ | ------------------------------ | ------------------------------ | ------------------------------ |
| Overgrootouders             | Theuderik III (654-691) ∞ Clothildis van Herstal (650-699) | Theuderik III (654-691) ∞ Clothildis van Herstal (650-699) | ? (-) ∞ ? (-)                    | ? (-) ∞ ? (-)                    | ? (-) ∞ ? (-)                  | ? (-) ∞ ? (-)                  | ? (-) ∞ ? (-)                  | ? (-) ∞ ? (-)                  |
| Grootouders                 | Childebert III (683-711) ∞ ? (-)                           | Childebert III (683-711) ∞ ? (-)                           | Childebert III (683-711) ∞ ? (-) | Childebert III (683-711) ∞ ? (-) | ? (-) ∞ ? (-)                  | ? (-) ∞ ? (-)                  | ? (-) ∞ ? (-)                  | ? (-) ∞ ? (-)                  |
| Ouders                      | Dagobert III (699-715) ∞ ? (-)                             | Dagobert III (699-715) ∞ ? (-)                             | Dagobert III (699-715) ∞ ? (-)   | Dagobert III (699-715) ∞ ? (-)   | Dagobert III (699-715) ∞ ? (-) | Dagobert III (699-715) ∞ ? (-) | Dagobert III (699-715) ∞ ? (-) | Dagobert III (699-715) ∞ ? (-) |
| Theuderik IV (-737)         |                                                            |                                                            |                                  |                                  |                                |                                |                                |                                |

## Referentie
- U. Nonn, art. Theuderich IV., merowingischer König (nach 711-737), in Lexikon des Mittelalters VIII (1997), col. 688.